# Barthélémy de Chestret de Haneffe
Barthélémy François Remi de Chestret (Luik, 12 januari 1770 - Donceel, 15 augustus 1842) was een Zuid-Nederlands edelman en burgemeester van Donceel.

## Geschiedenis
In 1755 werd door de graaf van Zeyll erfelijke adel verleend met de titel ridder aan Jean-Remi de Chestret, overgrootvader van Barthelemy (hierna)

## Levensloop
Hij was een zoon van Jean-Remi de Chestret (1739-1809) en van Jeanne de Werts. Jean-Remi was ridder van het Heilig Roomse Rijk, heer van Donceel, baron van Haneffe, burgemeester van Luik en in de Franse tijd lid van het Keizerlijk Wetgevend Lichaam.
De binding van de familie de Chestret met de heerlijkheid Donceel bleef behouden na de opheffing van het feodaal stelsel en minstens zes onder hen waren burgemeester van de gemeente, dit tot ver in de twintigste eeuw.
Barthélémy werd kapitein in het regiment van Lynden. In de Franse tijd werd hij voorzitter van de arrondissementsraad van Luik en burgemeester van Donceel.
Hij was in 1793 getrouwd met Marie-Anne d'Erkenteel (1776-1849) en ze hadden vijf kinderen:
- Isabelle (1795-1875),
- Hyacinthe (1797-1881),
- Isidore (1798-1878), burgemeester van Donceel,
- Françoise (1800-1883), die trouwde met baron Charles de Moffarts,
- Nicolas (1803-1856).

In 1816 werd hij onder het Verenigd Koninkrijk der Nederlanden erkend in de erfelijke adel met de persoonlijke titel baron en werd benoemd in de Ridderschap van de provincie Luik. Na 1830 werden hij en zijn nazaten opgenomen in de Belgische adel.

## Genealogie
- Barthélémy de Chestret de Haneffe (1770-1842).
  - Baron Hyacinthe de Chestret (1797-1881), in 1852 baronstitel overdraagbaar bij eerstgeboorte, senator, burgemeester van Kerkom, getrouwd met Laurence de Selys Longchamps (1809-1838). Het echtpaar kreeg drie dochters.
    - Léonie de Chestret de Haneffe (1836-1926) was een pedagoge en filantrope, stichter van scholen voor meisjes. Ze trouwde in 1863 in Angleur met baron Victor de Waha-Baillonville (1835-1867).

  - Nicolas de Chestret (1803-1856), advocaat, raadsheer bij het hof van beroep in Luik, getrouwd met Marie-Charlotte de Moffarts. Kocht in 1841 Huis Blankenberg in Cadier en Keer.
    - Baron Jean Remi Marie Jules de Chestret (1833-1909), getrouwd met Mathilde de Warzée d'Hermalle (1834-1863). In 1881 baronstitel, overdraagbaar bij eerstgeboorte. Hij was lid van de Koninklijke Academie van België, archeoloog, historicus en burgemeester van Donceel (1879-1882).[1]
      - Baron Jean Remi Marie Charles de Chestret (1858-1926), getrouwd met Cécile du Monceau (1857-1922), baron sinds 1911, was doctor in de rechten en burgemeester van Donceel.
        - Baron Jean de Chestret (1882-1959), getrouwd met Marguerite de Coune (1881-1967).
          - Baron Charles de Chestret (1921-1992), getrouwd in 1943 met Marie-Ghislaine van Langenhove de Bouvekercke (gescheiden in 1952) en hertrouwd in 1975 met Christiane Kreemers.
          - Baron François de Chestret (1922-2007), getrouwd in 1949 met Anne-Marie Moreau de Bellaing.
            - Jean-Pierre de Chestret (°1953), getrouwd met Sabine de la Serna (1954-1985) en hertrouwd met Patricia Bauchau (°1955). Met twee kinderen uit het eerste en twee uit het tweede huwelijk.

        - Eugène de Chestret (1884-1940), burgemeester van Donceel, getrouwd met Germaine de Pierpoint.
          - Guy de Chestret (1926-2008), burgemeester van Donceel, getrouwd met Annie Joly.

        - Pierre de Chestret (1894-1975), getrouwd met Marie Laloux, was luitenant-vlieger tijdens de Eerste Wereldoorlog en kreeg in 1967 de persoonlijke titel baron.